# Ole Wøhlers Olsen
Ole Wøhlers Olsen (født 27. januar 1942) er pensioneret dansk ambassadør. Han har arbejdet som ambassadør i Saudi Arabien med sideakkrediteringer i Oman og Yemen 1987-94, som ambassadør i Chile med sideakkreditering i Peru 1994-99, som ambassadør i Syrien med sideakkrediteringer i Libanon og Jordan 1999-2005, og som ambassadør i Algeriet med sideakkredteringer i Tunesien, Libyen og Mauritanien 2006-10.
Ole W. Olsen, der er praktiserende muslim, var ansat i det danske udenrigsministerium 1969-2010. I forbindelse hermed har han udover ovennævnte lande gjort tjeneste i Marokko, Angola og Philippinerne. I 1993 foretog han en "umra"pilgrimsfærd på cykel fra Riyadh til Mekka. 
Under den dansk-støttede invasion af Irak fra 2003 blev Ole Wøhlers Olsen i 2003 udpeget som koordinator for en af de fire USA-ledede provisoriske autoriteter, Coalition Provisional Authority (CPA), i Basra for Iraks sydligste fire provinser. De øvrige tre koordinatorer i Iraks øvrige 14 provinser var alle fra USA.
Olsen kritiserede sine amerikanske overordnede i Baghdad for mangelfuld bistand til genopbygning i regionen samt for utilstrækkelig sikkerhedsmæssig støtte. Tre måneder før hans kontrakt udløb, blev Ole W. Olsen udskiftet med en britisk koordinator, hvorefter han vendte tilbage til sin daværende post som dansk ambassadør i Damaskus.
Ole W. Olsen har siden 1981 været medlem af Eventyrernes Klub.
Efter sin pensionering fra Udenrigstjenesten i 2010 arbejder Ole W. Olsen fra tid til anden som foredragsholder og som rejseleder i Nordafrika og Mellemøsten.

## Dekorationer
- Ridder af 1. grad af Dannebrogordenen
- Den Egyptiske Republiks Orden
- Den phillipinske Sikatuna Orden
- Den chilenske Storkors Orden
- Den syriske Storkors Orden